# فيكتوريا كريفيلي
فيكتوريا كريفيلي (بالإسبانية: Victoria Crivelli) مواليد 30 سبتمبر 1990، هي لاعبة كرة يد أرجنتينية تلعب كوسط مدافع. تلعب حاليا مع فيرو كاريل أويستي. مثلت منتخب الأرجنتين لكرة اليد للسيدات. شاركت في دورة الألعاب الأولمبية الصيفية سنة 2016. حققت المركز الثاني في دورة الألعاب الأمريكية 2015.

## سجل المنافسة
شاركت في البطولات التالية:
- الألعاب الأولمبية الصيفية 2016
- بطولة العالم لكرة اليد للسيدات 2011
- بطولة العالم لكرة اليد للسيدات 2013
- بطولة العالم لكرة اليد للسيدات 2015

## الميداليات
| الميدالية | المسابقة                    |
| --------- | --------------------------- |
| فضية      | دورة الألعاب الأمريكية 2015 |

## روابط خارجية
- فيكتوريا كريفيلي على موقع أوليمبيديا (الإنجليزية)
- فيكتوريا كريفيلي على موقع اللجنة الأولمبية الأرجنتينية (الإسبانية)